# لوگان (فیلم)
لوگان (به انگلیسی: Logan) یک فیلم ابرقهرمانی آمریکایی محصول سال ۲۰۱۷ به نویسندگی و کارگردانی جیمز منگولد است که بر اساس شخصیت ولورین از شرکت مارول کامیکس با هنرپیشگی هیو جکمن ساخته شده‌است. فیلم‌نامه فیلم الهام گرفته از مجموعه کتاب کمیک لوگان مرد سال‌دیده، اثر مارک میلر و استیو مک‌نایون است.  لوگان ادامهٔ دو قسمت قبلی، خاستگاه مردان ایکس: ولورین (۲۰۰۹) و ولورین (۲۰۱۳) است و دهمین قسمت از مجموعه فیلم‌های مردان ایکس محسوب می‌شود. از دیگر بازیگران فیلم می‌توان به پاتریک استوارت، بوید هالبروک، ریچارد ای گرانت، استیون مرچنت و دافنه کین اشاره کرد. فیلمبرداری فیلم از ماه مه ۲۰۱۶ در لوئیزیانا شروع شد و در اوت ۲۰۱۶ در نیومکزیکو به پایان رسید. این آخرین حضور هیو جکمن در نقش لوگان در سری فیلم‌های مردان ایکس است. همچنین این فیلم بعد از فیلم‌های کیت و لئوپولد و ولورین سومین همکاری مشترک جیمز منگولد و هیو جکمن محسوب می‌شود.
لوگان تنها فیلم در مجموعه افراد ایکس است که از طرف سیستم درجه‌بندی فیلم‌ها توسط انجمن تصاویر متحرک آمریکا درجه سنی R دریافت کرده‌است، بدین معنی که تماشای این فیلم به افراد زیر ۱۷ سال توصیه نمی‌شود. خشونت فیزیکی موجود در فیلم دلیل این تصمیم بوده‌است.
نخستین نمایش لوگان در تاریخ ۱۷ فوریه ۲۰۱۷، در شصت و هفتمین جشنواره بین‌المللی فیلم برلین بود و سپس در ۳ مارس ۲۰۱۷ توسط فاکس قرن بیستم با فرمت استاندارد و آی‌مکس در سینماهای ایالات متحده اکران شد. فیلم با تحسین منتقدان مواجه شد و در گیشه به موفقیت تجاری رسید. منتقدان از فیلم به عنوان بهترین فیلم مارول کامیکس و یکی از برترین فیلم‌های ابرقهرمانی تاریخ یاد کردند. لوگان نخستین فیلم ابرقهرمانی‌ای است که نامزد جایزه اسکار بهترین فیلم‌نامه اقتباسی شد. فیلم با بودجه ۹۷ میلیون دلاری در گیشه به فروشی ۶۱۸ میلیون دلاری رسید و دومین فیلم درجه آر پرفروش سال ۲۰۱۷ به‌شمار می‌آید.

## داستان
سال ۲۰۲۹، نزدیک به بیست و پنج سال است که جهش یافته جدیدی به دنیا نیامده و جهش یافته‌های باقی‌مانده هم همچون گذشته با ترس و در خفا زندگی می‌کنند. در این میان لوگان که با بالا رفتن سنش قدرت‌های خود را از جمله زود درمانی تا حد زیادی از دست داده به همراه کالیبان در مکانی دور افتاده در ایالت تگزاس زندگی می‌کند. مهم‌ترین کار لوگان هم مراقبت از چارلز اگزاویه / پروفسور ایکس است که با بالا رفتن سنش ذهنش به هم ریخته شده و نمی‌تواند قدرت‌هایش را کنترل کند و در مواقعی که می‌ترسد به شدت به دیگران آسیب می‌زند. لوگان خرج زندگی خود را از طریق رانندگی در میاورد و منتظر فرصت است تا برای همیشه از کشور خارج بشود.
روزی زنی مکزیکی بنام گابریلا به سراغ لوگان می‌آید و به او می‌گوید حاضر است در عوض انجام کاری به لوگان پول خوبی بدهد. لوگان ابتدا قبول نمی‌کند اما وقتی دوباره گابریلا را می‌بیند با اصرار او و با توجه به اینکه برای خروج از کشور پول لازم دارد قبول می‌کند در ازای دریافت پول او و دخترش بنام لورا را به داکوتای شمالی ببرد.
صبح روز بعد لوگان به طرف هتلی می‌رود که گابریلا و لورا داخل آن هستند اما با جنازه گابریلا مواجه می‌شود و سریع محل را ترک می‌کند و به خانه خودش بر می‌گردد. درست در زمانی که لوگان متوجه می‌شود لورا به صورت پنهانی در پشت ماشینش تا به اینجا آمده گروهی از مردان مسلح به طرف آن‌ها می‌آیند. لوگان ابتدا تصور می‌کند آن‌ها بخاطر چارلز اینجا هستند اما بعد متوجه می‌شود هدفشان لورا است. چند نفر از مردان مسلح به داخل خانه رفته تا لورا را بیرون بیاروند اما لحظاتی بعد لورا با سر بریده یکی از آن‌ها بیرون می‌آید و لوگان متوجه می‌شود لورا یک جهش یافته‌است که مثل خودش قابلت خود ترمیمی دارد و از دستانش چنگال‌های تیز بیرون می‌زند. لوگان به همراه چارلز و لورا فرار می‌کند اما کالیبان توسط گروه مسلح دستگیر می‌شود. چارلز به لوگان اطلاعاتی دربارهٔ لورا می‌دهد. لوگان با توجه به اطلاعاتی که از موبایل گابریلا پیدا می‌کند متوجه می‌شود یک سازمان آزمایشی عجیب که ظاهراً وابسته به دولت است در طی پروژه‌ای بنام ترنسیجن در حال تبدیل کردن بچه‌های جهش یافته به ماشین‌های کشتار است و از طریق دی ان ای دیگر جهش یافتگان افرادی با قدرت‌های زیاد به وجود میاورد. لوگان متوجه می‌شود لورا نه تنها دختر گابریلا نیست بلکه دختر خود اوست و لورا با دی ان ای او به وجود آمده‌است.
لوگان که بدنش ضعیف تر از قبل شده چاره‌ای نمی‌بیند جز اینکه لورا را به مقصد برساند. ابتدا برای تعویض ماشین و استراحت به یک هتل می‌روند اما اوضاع خراب می‌شود و آن‌ها بازهم فرار می‌کنند. در مسیر راه به دعوت خانواده روستایی که ماشینشان در کنار جاده خراب شده بود و لوگان به آن‌ها کمک کرده بود شام را به خانه آن‌ها می‌روند. همه چیز خوب پیش می‌رود اما ناگهان سر و کله جهش یافته‌ای بنام اکس-۲۴ پیدا می‌شود که نسخه جوان‌تر و قدرتمند تری از لوگان است. اکس-۲۴ ابتدا پروفسور اگزاویه را به قتل می‌رساند و سپس به سراغ لورا می‌رود. تلاش‌های لوگان برای نجات جان اگزاویه فایده‌ای ندارد و او می‌میرد. لوگان با تلاش فراوان لورا را از دست اکس-۲۴ نجات می‌دهد اما خودش آسیب زیادی می‌بیند و با دردسر فراوان و کمک خانواده روستایی موفق به فرار می‌شود.
بعد از شک و تردیدهای فراوان لوگان بالاخره تصمیم می‌گیرد مسیر را تا به آخر برود. وقتی به مقصد می‌رسند لوگان متوجه می‌شود حق با لورا است و مکانی وجود دارد که تعدادی زیادی از جهش یافته‌ها که اکثراً بچه هم هستند در آن زندگی می‌کنند و قرار است به زودی همگی از مرز خارج بشوند تا در خطر نباشند. لوگان که کار خود را تمام شده می‌داند و آخرین اثرات خود ترمیمی اش به صورت کامل از بین رفته تصمیم به رفتن می‌گیرد اما گروه مسلح رد آن‌ها را زده و به آن‌ها حمله می‌کنند و نبردی بین جهش یافته‌ها و مردان مسلح درمی‌گیرد که در طی آن دونالد پیرس، رئیس امنیت ترنسیجن و رهبر یاغیان ریور و همچنین دکتر زندر رایس، رئیس جراحان پروژه کشته می‌شوند. لوگان که خود ترمیمی اش به صورت کامل از بین رفته در نبرد دوباره با اکس-۲۴ به شدت آسیب می‌بیند و زخم برمی‌دارد. لورا اکس-۲۴ را می‌کشد و به بالا سر پدرش می‌رود که لحظات آخر عمرش را می‌گذراند. لوگان به لورا می‌گوید تقدیرش را قبول نکند و چیزی نباشد که برای آن ساخته شده و سپس در آغوش دخترش جان می‌دهد. لورا به همراه دیگر بچه‌های جهش یافته لوگان را خاک می‌کند و قبل از آنکه برود آخرین یادگاری خود را با استفاده از یک صلیب بر سر قبر پدرش می‌گذارد:نماد افراد ایکس.

## بازیگران

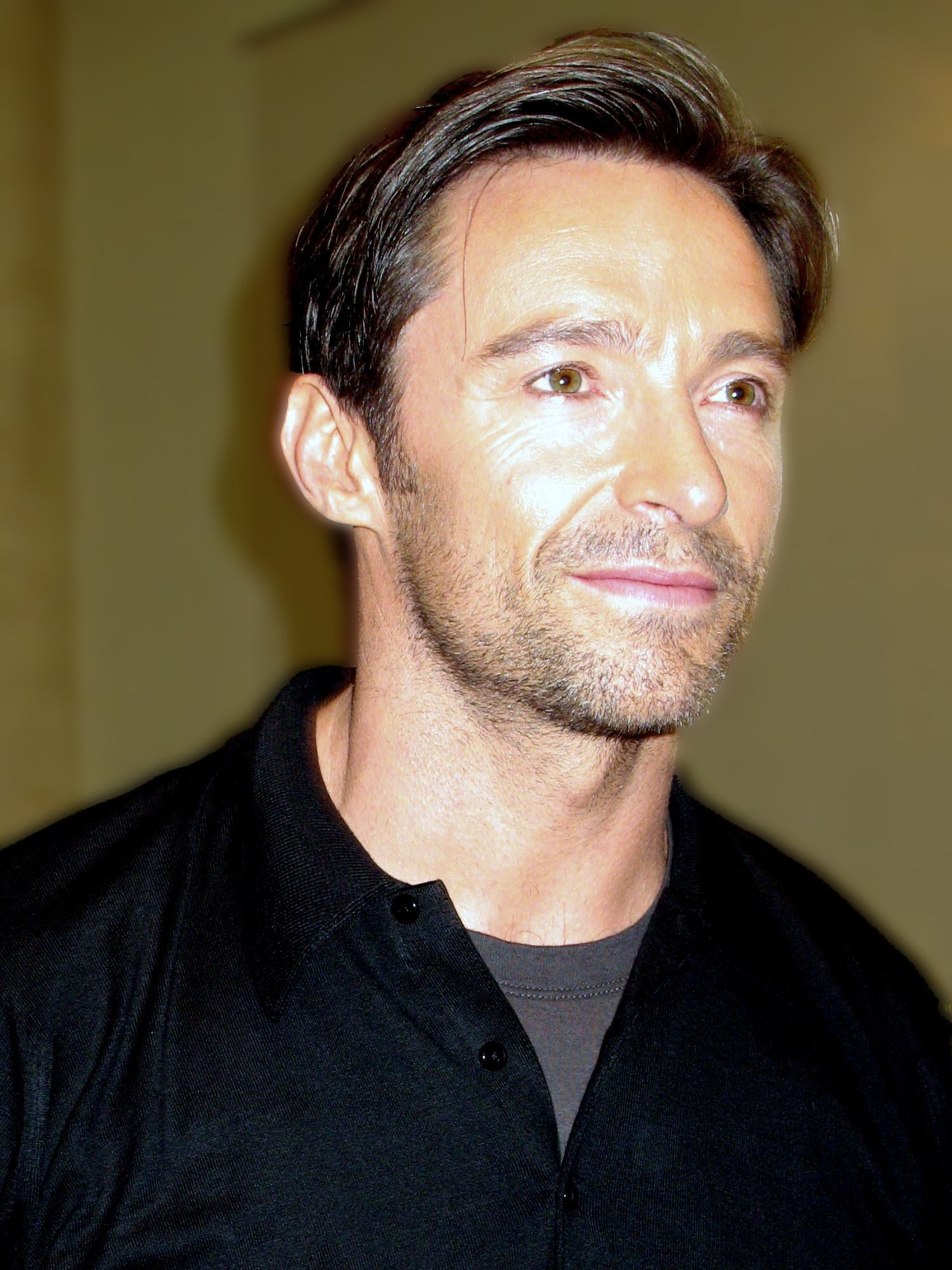
پس از ایفای نقش ولورین در ۹ فیلم طی ۱۷ سال، جکمن رکورد جهانی گینس 'طولانی‌ترین حضور در نقش یک ابرقهرمان سینمایی' را دریافت کرد.

- هیو جکمن در نقش جیمز هاولت / لوگان / ولورین، جهش‌یافته‌ای با قدرت فیزیکی بالا، عامل زوددرمانی، پنجه‌های جمع شونده و دارای اسکلتی با پوشش یک آلیاژ خیالی با نام آدامانتیوم است. عامل زوددرمانی لوگان به علت سن بالا رو به تحلیل است. هیو جکمن همچنین در نقش اکس-۲۴ نیز ایفای نقش کرده‌است.
- پاتریک استوارت در نقش چارلز اگزاویه / پروفسور ایکس، یک جهش‌یافته با قویترین توانایی دورآگاهی در جهان و بنیان‌گذار و رهبر پیشین گروه مردان ایکس که توانایی‌هایش ناپایدار شده و دچار فراموشی نیز شده‌است.
- بوید هالبروک در نقش دونالد پیرس، رئیس امنیت ترنسیجن و رهبر یاغیان ریور.
- ریچارد ای گرانت در نقش دکتر زندر رایس، رئیس جراحان پروژه ترنسیجن.
- استیون مرچنت در نقش کالیبان، جهش‌یافته‌ای که قادر به احساس و ردیابی جهش‌یافته‌های دیگر است.
- دافنه کین در نقش لورا کینی / اکس-۲۳، جهش‌یافته‌ای بسیار شبیه به لوگان. لورا با دی ان ای و خون لوگان به وجود آمده و به نوعی دختر شبیه‌سازی شده او محسوب می‌شود.[۹]
- الیزابت رودریگز در نقش گابریلا لوپز، یک پرستار در ترنسیجن. او کسی است که لورا را از آزمایشگاه فراری می‌دهد.
- اریک لا سال در نقش ویل مانسون، پدر خانواده‌ای که به لوگان، چارلز و لورا کمک می‌کند.
- الیز نئال در نقش کترین مانسون، همسر ویل.

## ساخت
بعد از موفقیت‌های فیلم ولورین در سال ۲۰۱۳ در نزد منتقدان و مردم، کمپانی فاکس قرن بیستم دوباره جیمز منگولد را استخدام کرد تا فیلم دیگری دربارهٔ شخصیت ولورین بسازد. منگولد به همراه هیو جکمن تصمیم گرفتند فیلمی با حال و هوای متفاوت دربارهٔ شخصیت لوگان بسازند و وجه جدیدی از شخصیت او را به تصویر بکشند. منبع اقتباس فیلم‌نامه مجموعه کتاب‌های کمیک لوگان مرد سال‌دیده، اثر مارک میلر انتخاب شد و جیمز منگولد شخصاً به همراه اسکات فرانک و مایکل گرین فیلم‌نامه را نوشتند. از آنجا که منگولد توانست استودیو را راضی کند تا درجه سنی فیلم به R برسد او تصمیم گرفت فیلمنامه‌ای بنویسد که خشن‌تر و واقعی‌تر از قسمت‌های قبلی افراد ایکس باشد. هیو جکمن و پاتریک استوارت هردو برای آخرین بار نقش‌هایشان در سری فیلم‌های افراد ایکس را تکرار کردند. برای نقش لورا کینی / اکس-۲۳ از دختران ۱۰ تا ۱۳ ساله اسپانیایی زیادی تست گرفته شد که در میان آن‌ها میلی بابی براون و دافنه کین گزینه‌های نهایی بودند. طول کشیدن مراحل پیش تولید باعث شد بابی براون مشغول بازی در سریال چیزهای عجیب شود و به این ترتیب دافنه کین برای این نقش انتخاب شد که هنرنمایی اش تحسین منتقدان را در پی داشت. انتخاب بازیگران با پیوستن الیز نئال و اریک لا سال و الیزابت رودریگز به تیم کامل شد و پروژه در ماه مه ۲۰۱۵ وارد مرحله فیلمبرداری شد.

### فیلمبرداری

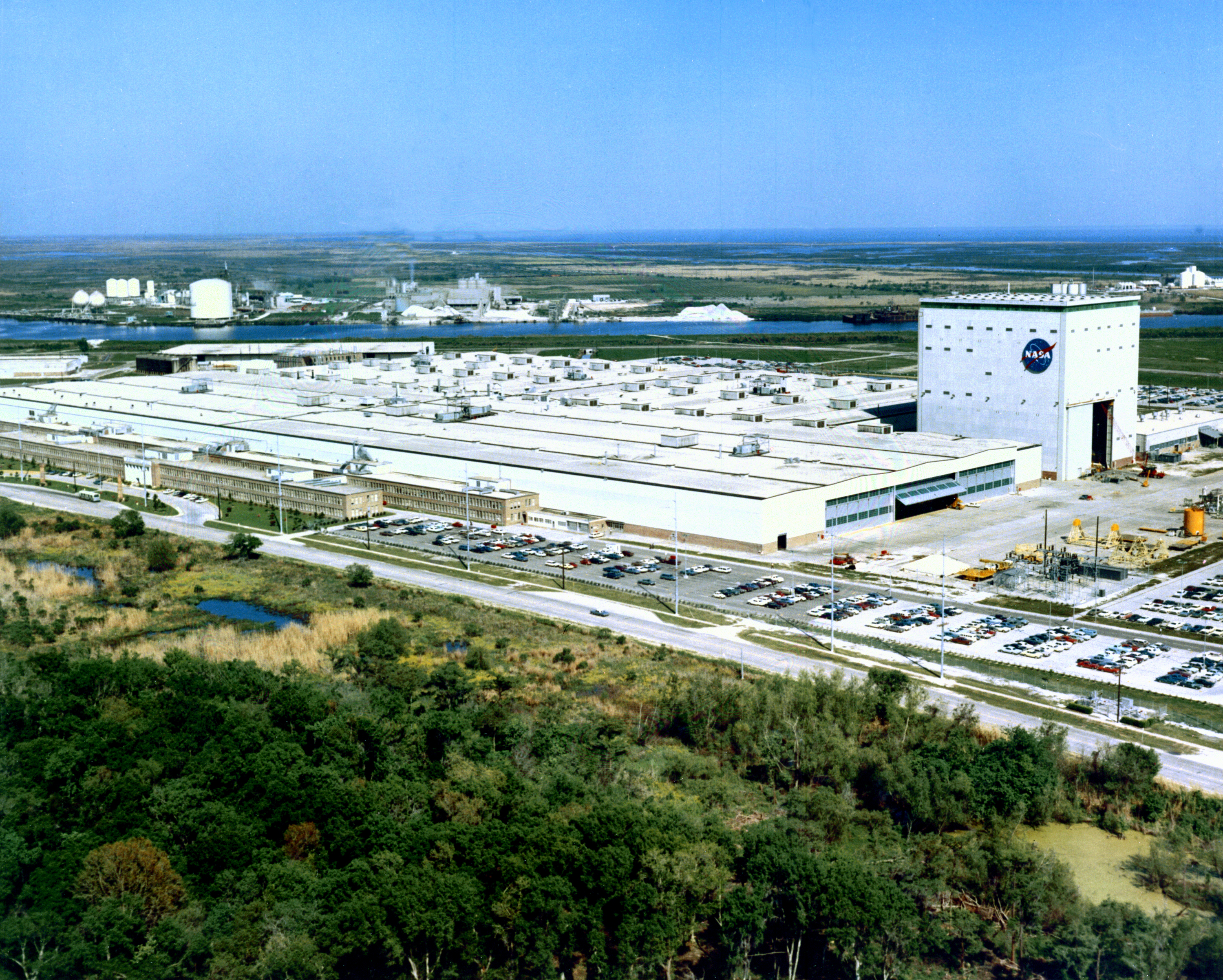
یکی از لوکیشن‌های فیلمبرداری فیلم مرکز اسمبلی میچود می‌باشد

به علت اینکه لوکیشن‌های خارجی فیلم بسیار زیاد بود مرحله فیلمبرداری دردسرهای زیادی برای عوامل داشت. لوگان در لوکیشن‌های مختلفی همچون نیواورلئان، لوئیزیانا، مرکز اسمبلی میچود، امیت سیتی، لوئیزیانا، نیومکزیکو، تگزاس و متری، لوئیزیانا فیلمبرداری شد.
همچنین بخشی از فیلم در سیسلی آیلند فیلم‌برداری شد. فیلمبرداری در اوایل اوت ۲۰۱۶ در نیومکزیکو به پایان رسید و فیلم وارد مرحله پس از تولید شد. جیمز منگولد از فیلم‌های شین، گاوچران‌ها، ماه کاغذی، دستکش آهنی، میس سان‌شاین کوچولو و کشتی‌گیر به عنوان فیلم‌های الهام بخش در ساخت لوگان نام برد.

### پس از تولید

هیو جکمن در نقش لوگان، با گریم و جلوه‌های ویژه دیداری.

وظیفه تدوین فیلم برعهده مایکل مک‌کاسکر بود که پیش از این نیز سابقه همکار به جیمز منگولد را داشت.
ابتدا کار ساخت موسیقی فیلم برعهده کلیف مارتینز گذاشته شده بود که تجربه همکاری با جیمز منگولد را داشت اما در میانه کار مارکو بلترامی جای او را گرفت و قطعات تازه‌ای برای فیلم ساخت. مارکو بلترامی پیش از این در فیلم‌های ۳:۱۰ به یوما و ولورین نیز با جیمز منگولد همکاری کرده بود.
مراحل ساخت جلوه‌های ویژه کمی پیچیده و زمان‌بر بود. برای خلق شخصیت اکس-۲۴ که نسخه شبیه‌سازی شده لوگان بود، از ترکیب تصاویر جلوه‌های ویژه کامپیوتری و تصاویر سر و گردن خود هیو جکمن استفاده شده. در دو سکانسی که لوگان و اکس-۲۴ با هم مبارزه می‌کنند از فناوری سی جی آی استفاده شد. چاس جرالد مسئول جلوه‌های ویژه فیلم بود و این کار را به صورت تمام دیجیتالی انجام داد. برای پیر کردن چهره جکمن نیز از گریم و جلوه‌های ویژه دیداری استفاده شد. در مواردی همچون آماده‌سازی محیط و زمینه، انفجار، پنجه‌های آدامانتیوم نیز از تصاویر کامپیوتری (CGI) بهره بردند.

## انتشار

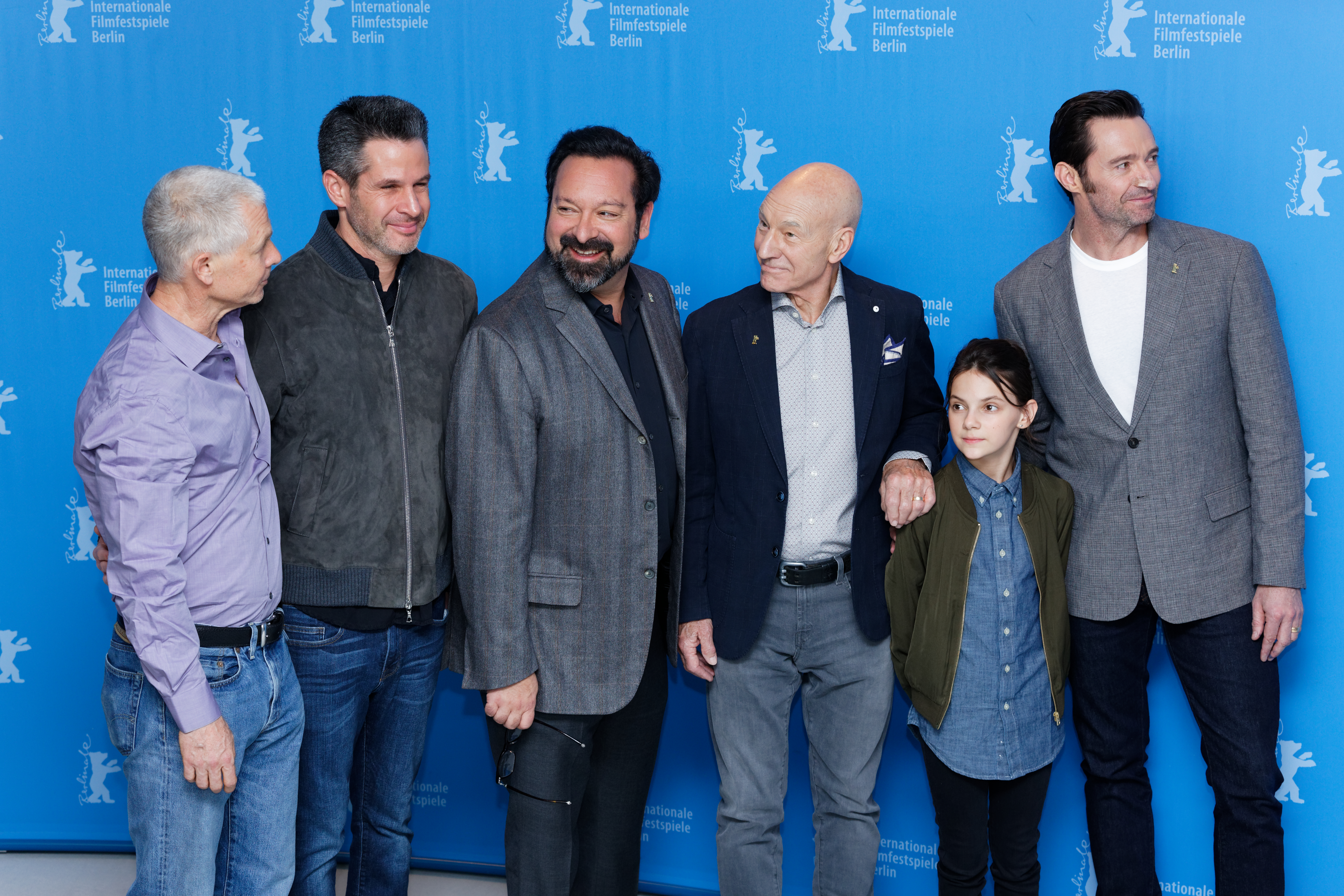
هیو جکمن و عوامل دیگر فیلم در اکران لوگان

در ۲۰ اکتبر ۲۰۱۶، فاکس قرن بیستم نخستین تیزر تریلر فیلم را منتشر کرد. تریلر مورد تحسین منتقدان و استقبال بینندگان قرار گرفت و از طرف مجله امپایر به عنوان بهترین تریلر سال انتخاب شد.
لوگان برای نخستین بار در شصت و هفتمین جشنواره بین‌المللی فیلم برلین در ۱۷ فوریه ۲۰۱۷، در برلین آلمان اکران شد. انتشار گسترده آن از تاریخ ۳ مارس ۲۰۱۷ در ایالات متحده آمریکا با فرمت آی‌مکس و سه‌بعدی آغاز شد.
در ژوئیه ۲۰۱۵، جکمن با انتشار پوستری از لوگان در حال نشان دادن انگشت میانه با چنگالش و با عنوان "آخرین بار" (One Last Time)، تصمیمش را مبنی بر عدم ادامهٔ ایفای نقش ولورین اعلام کرد، نقشی که وی به مدت ۱۷ سال از زمان انتشار اولین فیلم بر عهده داشته‌است.
جکمن پس از آن در مصاحبه‌هایش بیان داشت که این فیلم آخرین حضور او در نقش ولورین است و چنین گفت که «فکر می‌کنم با توجه به فیلم‌نامه اکنون زمان مناسبی برای ترک گفتن این نقش است و البته یکی از دوستانم هم در قانع کردن من برای این تصمیم بسیار نقش داشت. او گفت موضوع لزوماً فقط خداحافظی در اوج نیست بلکه بهتر است تا زمانی نقشی را ادامه دهی که مطمئن باشی هنوز جای کار دارد تا تو را به ادامه سوق دهد.» سرانجام وقتی از وی سؤال شد آیا هرگز تمایلی به ادامهٔ این نقش ندارد؟ پاسخ داد، اگر شخصیت ولورین وارد دنیای سینمایی مارول می‌شد، ایفای نقش را ادامه می‌داد.

### لوگان نوآر
نسخه ویژه سیاه و سفید فیلم با عنوان لوگان نوآر (به انگلیسی: Logan Noir)، با اکران محدود در ایالات متحده به تاریخ ۱۶ مه ۲۰۱۷ منتشر شد.

### نمایش خانگی
نسخه دیجیتال فیلم در تاریخ ۱۶ می ۲۰۱۷ منتشر شد و نسخهٔ بلو-ری، دی‌وی‌دی و اولترا اچ دی بلوری نیز به همراه پشت صحنه و مراحل ساخت فیلم در ۲۳ام می در دسترس عموم قرار گرفت.

## بازخورد

### منتقدان
لوگان مورد ستایش منتقدان قرار گرفت و در زمینه‌های بازیگری، کارگردانی، فیلم‌نامه و صحنه‌های اکشن نقدهای مثبتی دریافت کرد و از آن به عنوان یکی از برترین فیلم‌های ابرقهرمانی تاریخ یاد می‌شود.
فیلم نقد و بازخورد مثبتی از منتقدان راتن تومیتوز و متاکریتیک دریافت کرد. در راتن تومیتوز فیلم امتیاز ۹۳/۱۰۰ را بر اساس ۳۲۶ نقد دریافت کرد و به‌طورکلی آن را بدین گونه توصیف کردند، 'بهترین ایفای نقش ولورین توسط هیو جکمن را با اجرای قوی، ظریف و چندبعدی وی در فیلم ابرقهرمانی خشن اما بسیار اندیشناکی شاهد هستیم که از سنت ژانرهای سینمایی سرپیچی می‌کند.' در متاکریتیک نیز به‌طور میانگین امتیاز ۷۷ از ۱۰۰ را بر اساس دیدگاه ۵۱ منتقد دریافت کرد. در سینماسکور تماشاگران به فیلم رتبهٔ "A" دادند. این فیلم از دیدگاه کاربران بانک اطلاعات اینترنتی فیلم‌ها یکی از ۲۵۰ فیلم برتر تاریخ سینماست.
منتقد کانسیکوانس آف ساوند فیلم را 'شاهکاری نوآورانه' خواند. منتقد فوربز بیان داشت، ' لوگان می‌تواند نخستین فیلم ابرقهرمانی باشد که در چند رده از جمله بهترین فیلم نامزد اسکار شود. منتقد وال‌استریت جورنال گفت، 'این بهترین فیلم ابرقهرمانی دنیای کامیک است و من شوالیه تاریکیِ کریستوفر نولان را هم در این نتیجه‌گیری در نظر داشته‌ام.' منتقد وی گات دیس کاورد نوشت، 'این فیلم نه‌تنها یکی از بهترین فیلم‌های ابرقهرمانی تاریخ است بلکه نمایندهٔ سینمایی ممتاز و برجسته‌ای است از شرایط انسانی در تمامی اشکال دردناک آن.' یواس‌ای تودی چنین گفت، ' لوگان شوالیه تاریکیِ مارول است، یک فیلم فوق‌العاده که بسیار فراتر از ژانر کامیک است.' رولینگ استون به فیلم امتیاز ۳٫۵/۴ را داد و بیان کرد، ' لوگان خونین، خشن و درخشان است، یکی از بهترین فیلم‌های ابرقهرمانی تمام دوران‌ها.'
ام‌تی‌وی فیلم را 'خارق‌العاده، تکان دهنده و تأثیرگذار' نامید. آی‌او۹ گفت، ' لوگان زیبا، پیچیده، خبره و در عین حال اکشنی درجه۱ است.' منتقد فلیکرینگ میث چنین گفت که، 'این فیلم فقط یک فیلم ابرقهرمانی خوب یا یک بلاک‌باستر فوق‌العاده نیست بلکه یک فیلم استثنایی و شگرف است.'
منتقد نشریهٔ راجر ایبرت به فیلم امتیاز ۳٫۵/۴ را داد و نوشت، ' لوگان احساسات و مبارزات واقعی، زیبا و شیوا را به تصویر می‌کشد نه فقط جلوه‌های ویژه کامپیوتری و مهم‌تر از همه، فیلم شخصیت‌هایی دارد که شما می‌توانید با آنان ارتباط برقرار کنید. لوگان فقط یک فیلم عالی در ژانر ابرقهرمانی نیست، فیلمی عالی در بین تمامی ژانرها است.'
منتقد آی‌جی‌ان به لوگان امتیاز ۹٫۷/۱۰ داد و آن را 'فیلمی سنگین و احساسی' خواند.
ای. وی. کلاب به فیلم امتیاز -A داد و بیان داشت، 'فیلم اکشن قوی‌ای دارد اما در همان سان درامی بسیار اندیشمندانه و تند و تلخ است. یک فیلم شگفت‌انگیز، نه فقط یک فیلم کامیک.' منتقد فدرالیست گفت، ' لوگان بی‌تردید بهترین فیلم ابرقهرمانی‌ست که تاکنون ساخته شده.' منتقد انترتینمنت ویکلی چنین گفت، 'خشن‌ترین و احساساتی‌ترین قسمت از سری فیلم است و هم بر شما خون می‌باراند هم اشکتان را سرازیر می‌کند.'
منتقد هالیوود ریپورتر فیلم را ستود و گفت، 'تلفیقی از اسطوره شناسی مارول و وسترن است.' منتقد گاردین برداشت مثبتی داشت و از روابط بین شخصیت‌های داستان تعریف کرد.
منتقد ریل ویوز امتیاز ۳٫۵/۴ داد و اظهار داشت، 'جیمز منگولد چیزی را ارائه داد که تاکنون در این ژانر فقدانش آشکار بود.' نیویورک پست امتیاز ۳٫۵/۴ را به فیلم داد و بیان کرد که، 'این فیلم نشان می‌دهد که فیلم‌های ابرقهرمانی دیگر، نمایش‌هایی بی‌معنی و فراموش شدنی‌اند.' منتقدان بازیگری هیو جکمن را ستودند و ایفای نقش وی در صدر لیست 'بهترین بازیگری فیلم‌های ابرقهرمانی در همه دوران‌ها' توسط هالیوود ریپورتر قرار گرفت.

### جوایز
| جایزه                            | تاریخ        | رده                                                  | برنده و نامزد                         | نتیجه    | مرجع          |
| -------------------------------- | ------------ | ---------------------------------------------------- | ------------------------------------- | -------- | ------------- |
| جایزه اکتا                       | ژانویه ۲۰۱۸  | بهترین بازیگر مرد                                    | هیو جکمن                              | نامزدشده | [ ۷۳ ]        |
| نودمین دوره جوایز اسکار          | مارس ۲۰۱۸    | بهترین فیلم‌نامه اقتباسی                              | اسکات فرانک، جیمز منگولد و مایکل گرین | نامزدشده | [ ۷۴ ]        |
| جایزه انجمن کارگردانان هنری      | ژانویه ۲۰۱۸  | بهترین طراحی تولید برای فیلم معاصر                   | فرانسوا آستوئی                        | برنده    | [ ۷۵ ]        |
| انجمن منتقدان فیلم شیکاگو        | دسامبر ۲۰۱۷  | بهترین فیلمنامه                                      | اسکات فرانک، جیمز منگولد و مایکل گرین | نامزدشده | [ ۷۶ ]        |
| انجمن منتقدان فیلم شیکاگو        | دسامبر ۲۰۱۷  | بازیگر آینده دار                                     | دافنه کین                             | نامزدشده | [ ۷۶ ]        |
| جایزه گزینش منتقدان فیلم         | ژانویه ۲۰۱۸  | بهترین فیلم اکشن                                     | لوگان                                 | نامزدشده | [ ۷۷ ]        |
| جایزه گزینش منتقدان فیلم         | ژانویه ۲۰۱۸  | بهترین بازیگر نقش مکمل مرد                           | پاتریک استوارت                        | نامزدشده | [ ۷۷ ]        |
| جایزه گزینش منتقدان فیلم         | ژانویه ۲۰۱۸  | بهترین بازیگر جوان                                   | دافنه کین                             | نامزدشده | [ ۷۷ ]        |
| انجمن منتقدان فیلم دیترویت       | دسامبر ۲۰۱۷  | بهترین بازیگر نقش مکمل مرد                           | پاتریک استوارت                        | نامزدشده | [ ۷۸ ]        |
| جایزه اژدها                      | سپتامبر ۲۰۱۷ | بهترین فیلم علمی/خیالی با فانتزی                     | لوگان                                 | نامزدشده | [ ۷۹ ] [ ۸۰ ] |
| انجمن منتقدان فیلم دوبلین        | دسامبر ۲۰۱۷  | بهترین فیلم                                          | لوگان                                 | نهم      | [ ۸۱ ]        |
| انجمن منتقدان فیلم دوبلین        | دسامبر ۲۰۱۷  | بهترین کارگردانی                                     | جیمز منگولد                           | دهم      | [ ۸۱ ]        |
| انجمن منتقدان فیلم دوبلین        | دسامبر ۲۰۱۷  | بهترین بازیگر مرد                                    | هیو جکمن                              | نهم      | [ ۸۱ ]        |
| انجمن منتقدان فیلم دوبلین        | دسامبر ۲۰۱۷  | موفقیت ویژه سال                                      | دافنه کین                             | نامزدشده | [ ۸۱ ]        |
| جایزه گلدن تومیتو                | ژانویه ۲۰۱۸  | بهترین اکران گسترده ۲۰۱۷                             | لوگان                                 | ششم      | [ ۸۲ ]        |
| جایزه گلدن تومیتو                | ژانویه ۲۰۱۸  | بهترین فیلم کامیک بوکی سال                           | لوگان                                 | دوم      | [ ۸۲ ]        |
| جایزه گلدن تریلر                 | ژوئن ۲۰۱۷    | بهترین موسیقی                                        | مارکو بلترامی                         | برنده    | [ ۸۳ ] [ ۸۴ ] |
| جایزه گلدن تریلر                 | ژوئن ۲۰۱۷    | بهترین صدا                                           | کمپانی فاکس                           | نامزدشده | [ ۸۳ ] [ ۸۴ ] |
| جایزه موسیقی هالیوود در رسانه    | نوامبر ۲۰۱۷  | بهترین موسیقی متن برای فیلم علمی خیالی-فانتزی-ترسناک | مارکو بلترامی                         | نامزدشده | [ ۸۵ ] [ ۸۶ ] |
| انجمن منتقدان فیلم هیوستون       | ژانویه ۲۰۱۸  | بهترین فیلم                                          | لوگان                                 | نامزدشده | [ ۸۷ ]        |
| انجمن منتقدان فیلم هیوستون       | ژانویه ۲۰۱۸  | بهترین بازیگر نقش مکمل مرد                           | پاتریک استوارت                        | نامزدشده | [ ۸۷ ]        |
| انجمن منتقدان فیلم هیوستون       | ژانویه ۲۰۱۸  | بهترین بازیگر نقش مکمل زن                            | دافنه کین                             | نامزدشده | [ ۸۷ ]        |
| جایزه آی‌جی‌ان                     | دسامبر ۲۰۱۷  | فیلم سال                                             | لوگان                                 | نامزدشده | [ ۸۸ ]        |
| جایزه آی‌جی‌ان                     | دسامبر ۲۰۱۷  | بهترین فیلم اکشن                                     | لوگان                                 | برنده    | [ ۸۸ ]        |
| جایزه آی‌جی‌ان                     | دسامبر ۲۰۱۷  | بهترین بازی در نقش اصلی                              | هیو جکمن                              | نامزدشده | [ ۸۸ ]        |
| جایزه آی‌جی‌ان                     | دسامبر ۲۰۱۷  | بهترین بازی مکمل                                     | دافنه کین                             | نامزدشده | [ ۸۸ ]        |
| جایزه آی‌جی‌ان                     | دسامبر ۲۰۱۷  | بهترین بازی مکمل                                     | پاتریک استوارت                        | برنده    | [ ۸۸ ]        |
| انجمن منتقدان فیلم لندن          | ژانویه ۲۰۱۸  | بازیگر جوان ایرلندی/بریتانیایی                       | دافنه کین                             | نامزدشده | [ ۸۹ ]        |
| جایزه سینمایی و تلویزیونی ام‌تی‌وی | مه ۲۰۱۷      | بهترین فیلم                                          | لوگان                                 | نامزدشده | [ ۹۰ ] [ ۹۱ ] |
| جایزه سینمایی و تلویزیونی ام‌تی‌وی | مه ۲۰۱۷      | بهترین بازیگر مرد                                    | هیو جکمن                              | نامزدشده | [ ۹۰ ] [ ۹۱ ] |
| جایزه سینمایی و تلویزیونی ام‌تی‌وی | مه ۲۰۱۷      | بهترین همکاری دو نفره                                | هیو جکمن و دافنه کین                  | برنده    | [ ۹۰ ] [ ۹۱ ] |
| هیئت ملی بازبینی فیلم            | ژانویه ۲۰۱۸  | ده فیلم برتر سال                                     | لوگان                                 | برنده    | [ ۹۲ ]        |
| انجمن منتقدان فیلم آنلاین        | دسامبر ۲۰۱۷  | بهترین بازیگر نقش مکمل مرد                           | پاتریک استوارت                        | نامزدشده | [ ۹۳ ] [ ۹۴ ] |
| جایزه ستلایت                     | فوریه ۲۰۱۸   | بهترین صدا                                           | لوگان                                 | نامزدشده | [ ۹۵ ]        |
| جایزه انجمن بازیگران فیلم        | ژانویه ۲۰۱۸  | بهترین تیم بازیگری                                   | لوگان                                 | نامزدشده | [ ۹۶ ]        |
| انجمن منتقدان فیلم سیاتل         | دسامبر ۲۰۱۷  | بهترین فیلم                                          | لوگان                                 | نامزدشده | [ ۹۷ ]        |
| انجمن منتقدان فیلم سیاتل         | دسامبر ۲۰۱۷  | بهترین بازیگر نقش مکمل مرد                           | پاتریک استوارت                        | نامزدشده | [ ۹۷ ]        |
| انجمن منتقدان فیلم سیاتل         | دسامبر ۲۰۱۷  | بهترین بازیگر جوان                                   | دافنه کین                             | نامزدشده | [ ۹۷ ]        |
| جوایز برگزیده نوجوانان           | اوت ۲۰۱۷     | بهترین فیلم اکشن                                     | لوگان                                 | نامزدشده | [ ۹۸ ] [ ۹۹ ] |
| جوایز برگزیده نوجوانان           | اوت ۲۰۱۷     | بهترین بازیگر مرد فیلم اکشن                          | هیو جکمن                              | نامزدشده | [ ۹۸ ] [ ۹۹ ] |
| انجمن منتقدان فیلم واشینگتن      | دسامبر ۲۰۱۷  | بهترین استعداد تازه                                  | دافنه کین                             | نامزدشده | [ ۱۰۰ ]       |
| جایزه انجمن نویسندگان آمریکا     | فوریه ۲۰۱۸   | بهترین فیلم‌نامه اقتباسی                              | اسکات فرانک، جیمز منگولد و مایکل گرین | نامزدشده | [ ۱۰۱ ]       |

## آینده
پیش از ساختن فیلم هیو جکمن و رایان رینولدز در طی مصاحبه‌ای خبر از حضور شخصیت جیمز هاولت / لوگان / ولورین در قسمت جدید فیلم ددپول دادند اما با قطعی شدن ساختن لوگان جکمن اعلام کرد این آخرین حضور او در این نقش و در سری فیلم‌های افراد ایکس است.
جیمز منگولد در طی مصاحبه‌ای اعلام کرد کار خود را بر روی فیلم‌نامه جدید که قرار است بر روی سرنوشت شخصیت لورا کینی / اکس-۲۳ تمرکز کند را شروع کرده‌است. او دوست دارد این شخصیت را وارد دنیای سری فیلم‌های دیگر افراد ایکس کند. هنوز خبر رسمی دیگری دربارهٔ جزئیات این فیلم منتشر نشده‌است.